# L'Aventure (film, 1945)
Pour les articles homonymes, voir Aventure (homonymie) et Adventure.
Pour plus de détails, voir Fiche technique et Distribution.
 L'Aventure (Adventure) est un film américain réalisé par Victor Fleming, sorti en 1945.

## Fiche technique
- Titre :  L'Aventure
- Titre original : Adventure
- Réalisation : Victor Fleming
- Scénario : Frederick Hazlitt Brennan et Vincent Lawrence d'après un roman de Clyde Brion Davis
- Adaptation : Anthony Veiller et William H. Wright
- Production : Sam Zimbalist
- Société de production : MGM
- Musique : Herbert Stothart
- Photographie : Joseph Ruttenberg
- Montage : Frank Sullivan
- Direction artistique : Cedric Gibbons et Urie McCleary
- Décors : Edwin B. Willis
- Costumes : Irene et Marion Herwood Keyes
- Pays de production : États-Unis
- Format : Noir et blanc - 35 mm - 1,37:1 - Son : Mono (Western Electric Sound System)
- Genre : Comédie dramatique
- Durée : 135 minutes
- Dates de sortie :
  - États-Unis : 28 décembre 1945
  - France : 4 juillet 1947

## Distribution
- Clark Gable : Harry Patterson
- Greer Garson : Emily Sears
- Joan Blondell : Helen Melohn
- Thomas Mitchell : Mudgin
- Tom Tully : Gus
- John Qualen : Model T
- Richard Haydn : Limo
- Lina Romay : Maria
- Philip Merivale : Old Ramon Estado
- Harry Davenport : Dr Ashlon
- Tito Renaldo : Le jeune Ramon Estado

Acteurs non crédités
- Frank Hagney : Un patron
- Marta Linden : une femme au bar avec Gus
- Elizabeth Russell : La première dame
- Dorothy Vaughan : Mme Ludlow

## Autour du film
C'est un échec tant critique que commercial, avec l'accroche devenue célèbre "Gable's back and Garson's got him" (Gable est de retour et Garson l'a eu). C'est sur demande de Gable que Victor Fleming réalisa le film.